# Теодоалд
Теодоалд (Theudoald, Theodald, на латински: Theudoaldus, * 708; † 715 или 717 г.) от династията Арнулфинги, е майордом на франките в Австразия през 714 – 717 г. и майордом на Неустрия през 714 – 715 г.

## Биография
Теодоалд е извънбрачен син на Гримоалд Млади, майордом на Неустрия, и на конкубина с неизвестно име. Той е праправнук на Арнулф от Мец.
Неговият баща е убит през 714 г. в Лиеж. Теобоалд е определен още като дете от дядо му Пипин II († 16 декември 714) и баба му Плектруда през края на същата 714 г. за майордом, като прескачат другите извънбрачни синове Хилдебранд и Карл и Арнулф, сина на Дрого.
През 717 г. Плектруда загубва силата си в борбата за могъщност против нейния доведен син Карл Мартел. За Теодоалд няма други сведения. Вероятно е убит след неговото сваляне през 715 г. Вероятно не е бил женен и няма деца.